# Frank Ellis Bamford
Frank Ellis Bamford (Milwaukee, 15 novembre 1865 – 27 maggio 1932) è stato un generale statunitense.

## Biografia
Bamford nacque a Milwaukee, Wisconsin. Nel 1887 si laureò presso l'Università del Wisconsin-Madison in ingegneria meccanica.
Il 14 luglio 1891, Bamford si arruolò nella Seconda Fanteria e arrivò rapidamente al grado di sergente maggiore del reggimento. Il 7 ottobre 1893 venne promosso secondo tenente nella Fifth Infantry.
Nell'aprile 1898, venne promosso primo tenente e venne trasferito al 15ª fanteria. Il 2 febbraio 1901, Bamford divenne capitano e si trasferì di nuovo al 28ª fanteria.
Durante la prima guerra mondiale comandò un battaglione, un reggimento e una brigata, nonché la prima divisione di fanteria in Francia. Organizzò e condusse la Seconda Corps School e comandò la scuola dell'esercito di Langres, in Francia. In seguito, Bamford venne promosso generale di brigata dell'esercito nazionale, l'8 agosto 1918.

## Premi
Per il suo servizio, a Bamford fu assegnata la Distinguished Service Medal.